# Servizio idrico integrato
Il servizio idrico integrato (lingua inglese: Integrated urban water management) è un servizio regolato normativamente in tutto il mondo e legato alla gestione amministrativa dell'acqua. Le norme italiane recepiscono questo concetto a partire dagli anni novanta del Novecento.

## Normativa italiana

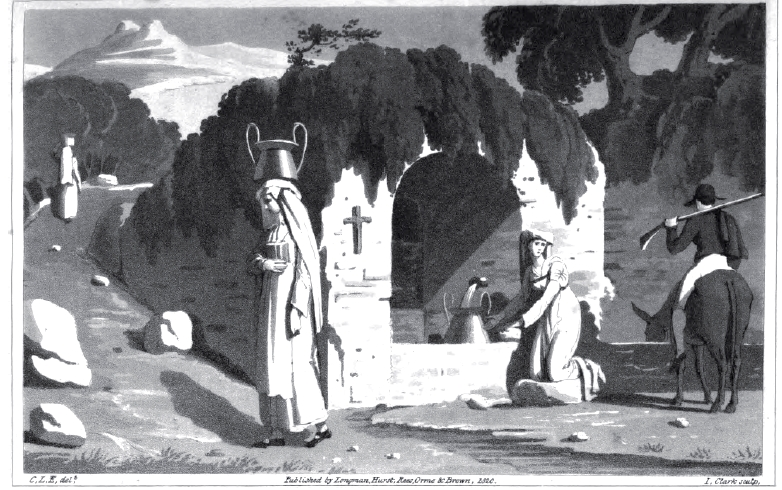
Prima della creazione di reti di acquedotti pubblici l'acqua potabile veniva raccolta a mano da pozzi o da fontane e portata nelle case (Stampa di inizio secolo XIX raffigurante donne che raccolgono l'acqua alla fontana di Guadagnolo, nel Lazio).

Di servizio idrico integrato si parla per la prima volta in Italia nella cosiddetta legge Galli (l. num. 36 del 5 gennaio 1994), recante Disposizioni in materia di risorse idriche, in cui viene descritto all'articolo 4 come "costituito dall'insieme dei servizi pubblici di captazione, adduzione e distribuzione di acqua ad usi civili, di fognatura e di depurazione delle acque reflue"; tale servizio va gestito all'interno di ambiti territoriali ottimali.
Nel 2006, il decreto legislativo 3 aprile 2006, n. 152 recante Norme in materia ambientale abroga la legge Galli e ridefinisce il servizio pubblico integrato come "costituito dall'insieme dei servizi pubblici di captazione, adduzione e distribuzione di acqua ad usi civili, di fognatura e di depurazione delle acque reflue, e deve essere gestito secondo principi di efficienza, efficacia ed economicità, nel rispetto delle norme nazionali e comunitarie".
Il gestore di tale servizio deve quindi curare la gestione, nel proprio territorio di competenza, di:
- acquedotto: captazione, adduzione e distribuzione delle risorse idriche per
  - utenze domestiche
  - utenze pubbliche (ospedali, caserme, scuole, stazioni ecc)
  - utenze commerciali (negozi, alberghi, ristoranti, uffici ecc)
  - utenze agricole
  - utenze industriali (quando queste non utilizzino impianti dedicati)
- fognatura: raccolta e convogliamento delle acque reflue nella pubblica fognatura
- depurazione: trattamento mediante impianti di depurazione delle acque reflue scaricate nella pubblica fognatura.[2]

La recente normativa dei servizi pubblici locali, decreto Ronchi, stabilisce l'affidamento dei servizi attraverso:
- gare pubbliche
- società miste con socio privato operativo con partecipazione non inferiore al 40%, individuato mediante procedura ad evidenza pubblica
- in via eccezionale, su parere dell'AGCM, affidamenti in house.

La fase transitoria prevede la cessazione delle gestioni in essere:
- al 31 dicembre 2011, affidamenti in house ed a società miste senza selezione con procedura ad evidenza pubblica del socio privato con attribuzione dei compiti operativi
- al 31 dicembre 2010, affidamenti senza gara e in house prive del controllo analogo.

Tuttavia nei medesimi termini, le attuali gestioni in house e le società miste non conformi possono adeguarsi alle nuove regole cedendo, con adeguata procedura ad evidenza pubblica, almeno il 40% ad un operatore industriale.
Per effetto del decreto Ronchi, gli enti locali sono tenuti a vendere con procedura ad evidenza pubblica a un socio privato, con attribuzione dei compiti operativi, una quota di capitale delle società con affidamenti in house, pena la cessazione dell'affidamento.

## Tariffa
La tariffa del servizio idrico integrato è disciplinata, nei suoi aspetti generali, all'art. 154 del D.Lgs 152/2006 (Norme in materia ambientale).
Il legislatore definisce la tariffa il corrispettivo del servizio idrico integrato (cost reflective) e prevede che per la specificazione del metodo tariffario "il Ministero dell'ambiente e della tutela del territorio, su proposta dell'Autorità di Vigilanza sulle risorse idriche e sui rifiuti, definisca con decreto le componenti di costo per la determinazione della tariffa relativa ai servizi idrici per i vari settori di impiego dell'acqua". Il D.M. 1/08/96 "Metodo Normalizzato per definire le componenti di costo e determinare la tariffa di riferimento", emanato in attuazione dell'art.13 della allora vigente legge Galli(L.36/94), risulta ancora oggi il decreto di riferimento per la determinazione della tariffa reale media del servizio idrico integrato (SII).

## Riferimenti normativi
- Artt. 147-158-bis del Decreto legislativo 3 aprile 2006, n. 152 - Norme in materia ambientale.